# Apicrena
Apicrena là một chi bướm đêm thuộc họ Geometridae.